# Cúp quốc gia Wales 2013–14
Cúp quốc gia Wales FAW 2013–14 là mùa giải thứ 127 của giải đấu bóng đá loại trực tiếp hàng năm dành cho các đội bóng ở Wales. Giải đấu khởi tranh từ ngày 16 tháng 8 năm 2013, và kết thúc vào tháng 5 năm 2014. Trận chung kết có mặt Aberystwyth Town lần thứ 4, lần gần đây nhất là năm 2009, và The New Saints lần thứ 7, lần gần đây nhất là năm 2012. Hai đội chưa bao giờ gặp nhau trong trận chung kết nào trước đó. Kết quả là 3−2 thuộc về The New Saints, đội đã có cú đúp và được quyền tham gia vòng loại thứ nhất của UEFA Europa League 2014–15. Aberystwyth Town được quyền tham gia vòng loại thứ nhất của UEFA Europa League 2014–15 với tư cách á quân giải cúp.

## Vòng loại thứ nhất
Vòng loại thứ nhất diễn ra vào ngày thứ Bảy 17 hoặc Chủ Nhật 18 tháng 8 năm 2013.
| Đội 1                  | Tỉ số        | Đội 2                               |
| ---------------------- | ------------ | ----------------------------------- |
| Aber Valley (5)        | 0−5          | Cardiff Grange Harlequins (4)       |
| Barry Town (4)         | 8−0          | Treforest (5)                       |
| Bettws (4)             | 0−4          | Rhoose (4)                          |
| Blaenrhondda (6)       | 0−5          | Treharris Athletic Western (4)      |
| Brecon Corinthians (5) | 3−1          | Cardiff Corinthians (3)             |
| Brickfield Rangers (3) | thắng        | New Brighton Villa (4)              |
| Butetown (5)           | 3−1          | Aberfan (6)                         |
| Chepstow Town (3)      | 3−0          | Clwb Cymric (5)                     |
| Cwmbrân Town (5)       | 2−3          | Cardiff Metropolitan University (3) |
| Dafen Welfare (5)      | 1−8          | Sully Sports (5)                    |
| Ely Rangers (3)        | 8−0          | Sporting Marvels (6)                |
| Ely Valley (7)         | 0−6          | Pontypridd Town (4)                 |
| Garw (6)               | 7−1          | Kenfig Hill (5)                     |
| Greenfield (4)         | thắng        | Connah's Quay Town (4)              |
| Kinmel Bay Sports (4)  | 3−4          | St Asaph (4)                        |
| Lex XI (4)             | 2−2 (4−2p)   | Castell Alun Colts (4)              |
| Llandrindod Wells (3)  | 5−0          | Newbridge-on-Wye (4)                |
| Llandudno Junction (3) | 7−2          | Gaerwen (4)                         |
| Llandyrnog United (3)  | 1−3          | Llanuwchllyn (4)                    |
| Llanfair United (3)    | 9−1          | Kerry (4)                           |
| Llangefni Town (6)     | 1−2          | Blaenau Ffestiniog Amateur (4)      |
| Llanharry (6)          | 2−2 (2−4p)   | Canton Rangers (7)                  |
| Llanllyfni (5)         | thắng        | Bethel (5)                          |
| Llannerch-y-medd (5)   | 4−1 (s.h.p.) | Amlwch Town (4)                     |
| Llantwit Fardre (5)    | 0−1          | Bridgend Street (4)                 |
| Llantwit Major (4)     | 3−1          | Penrhiwfer (6)                      |

| Đội 1                         | Tỉ số        | Đội 2                       |
| ----------------------------- | ------------ | --------------------------- |
| Llanystumdwy (5)              | 3−4          | Penmaenmawr Phoenix (4)     |
| Lliswerry (4)                 | 2−3          | Fairfield United (5)        |
| Llwydcoed (3)                 | 10−0         | Carnetown (6)               |
| Machynlleth (4)               | 6−3          | Hay St Marys (4)            |
| Meliden (4)                   | 0−2          | Dyffryn Nantle Vale (4)     |
| Merthyr Saints (5)            | 8−1          | Cwmaman Institute (4)       |
| Nefyn United (3)              | 4−3          | Trearddur Bay United (4)    |
| Nelson Cavaliers (7)          | 1−2          | Cardiff Hibernian (5)       |
| FC Nomads of Connahs Quay (4) | 3−2          | Halkyn United (4)           |
| Newcastle Emlyn (4)           | 4−1          | Llanelli Town (4)           |
| Penrhyndeudraeth (4)          | 3−1          | Llanfairpwll (3)            |
| Penygraig United (7)          | 2−1          | Pontyclun (5)               |
| Pontllotyn (5)                | 1−5          | Newport Civil Service (4)   |
| Presteigne St Andrews (4)     | 7−0          | Llanfyllin Town (5)         |
| Rhos Aelwyd (3)               | 9−1          | Llay Miners Welfare (3)     |
| Risca United (4)              | 1−4          | Llanwern (4)                |
| Rumney Juniors (7)            | 3−2          | Tonyrefail (7)              |
| Splott Albion (5)             | 3−0 (s.h.p.) | Ebbw Vale (6)               |
| Tredegar Athletic (6)         | 1−3          | Cefn Fforest (6)            |
| Tredegar Town (4)             | 0−1          | Trelewis Welfare (5)        |
| Trefelin (5)                  | 3−1          | Porthcawl Town Athletic (5) |
| Treowen Stars (4)             | 3−2          | Penrhiwceiber CA (6)        |
| Trethomas Bluebirds (5)       | 6−0          | Graig-y-Rhacca (8)          |
| Venture Community (4)         | 2−5          | Caerwys (5)                 |
| Ynysddu Welfare (6)           | 3−2          | Abertillery Bluebirds (4)   |

## Vòng loại thứ hai
Vòng loại thứ hai diễn ra vào ngày thứ Bảy 14 hoặc Chủ Nhật 15 tháng 9 năm 2013.
| Đội 1                  | Tỉ số        | Đội 2                               |
| ---------------------- | ------------ | ----------------------------------- |
| Aberaeron (3)          | 3−0          | Bow Street (3)                      |
| Butetown (5)           | 2−1          | Cardiff Grange Harlequins (4)       |
| Brecon Corinthians (5) | 1−4          | Cardiff Metropolitan University (3) |
| Brickfield Rangers (3) | 3−1          | Llandudno Junction (3)              |
| Brymbo (3)             | 0−4          | Chirk AAA (3)                       |
| Builth Wells (3)       | 3−7          | Llanfair United (3)                 |
| Caerau (3)             | 0−11         | Trefelin (5)                        |
| Caerleon (3)           | 1−5          | Briton Ferry Llansawel (3)          |
| Caldicot Town (3)      | 5−0          | Newport YMCA (3)                    |
| Canton Rangers (7)     | 0−6          | Cardiff Hibernian (5)               |
| Carno (3)              | 1−2          | Barmouth & Dyffryn United (3)       |
| Corwen (3)             | 0−1          | Caerwys (5)                         |
| Croesyceiliog (3)      | 0−1          | Splott Albion (5)                   |
| Fairfield United (5)   | 8−4          | Cefn Fforest (6)                    |
| Garden Village (3)     | 4−3 (s.h.p.) | Ammanford (3)                       |
| Greenfield (4)         | 1−3          | Mold Alexandra (3)                  |
| Gresford Athletic (3)  | 2−2 (2−4p)   | Coedpoeth United (3)                |
| Holywell Town (3)      | 8−1          | Llannerch-y-medd (5)                |
| Lex XI (4)             | 0−1          | Denbigh Town (3)                    |
| Llanberis (3)          | 3−2          | Hawarden Rangers (3)                |
| Llandrindod Wells (3)  | 5−3          | Waterloo Rovers (3)                 |
| Llanllyfni (5)         | 0−6          | Llangollen Town (3)                 |
| Llanrug United (3)     | 5−0          | St Asaph (4)                        |
| Llanrwst United (3)    | 4−2          | Llanuwchllyn (4)                    |

| Đội 1                          | Tỉ số      | Đội 2                          |
| ------------------------------ | ---------- | ------------------------------ |
| Llansantffraid (3)             | 1−5        | Berriew (3)                    |
| Llantwit Major (4)             | 6−2        | Trelewis Welfare (5)           |
| Llanwern (4)                   | 2−3        | Treowen Stars (4)              |
| Llwydcoed (3)                  | 2−1        | Penrhiwceiber Rangers (3)      |
| Machynlleth (4)                | 3−0        | Montgomery Town (3)            |
| Nefyn United (3)               | 7−3        | Blaenau Ffestiniog Amateur (4) |
| Newcastle Emlyn (4)            | 1−0        | Ely Rangers (3)                |
| Newport Civil Service (4)      | 3−2        | Garw (6)                       |
| FC Nomads of Connahs Quay(4)   | 3−0        | Penmaenmawr Phoenix (4)        |
| Overton Recreation (3)         | 1−3        | Gwalchmai (3)                  |
| Penyffordd (3)                 | 3−4        | Glan Conwy (3)                 |
| Penygraig United (7)           | 2−4        | Sully Sports (5)               |
| Pontypridd Town (4)            | 1−1 (1−4p) | Bridgend Street (4)            |
| Presteigne St Andrews (4)      | 3−2        | Four Crosses (3)               |
| Pwllheli (3)                   | 3−1        | Dyffryn Nantle Vale (4)        |
| Rhoose (4)                     | 5−1        | Merthyr Saints (5)             |
| Rhos Aelwyd (3)                | thắng      | Bodedern Athletic (3)          |
| Rumney Juniors (7)             | 0−3        | Barry Town (4)                 |
| Ruthin Town (3)                | 1−3        | Glantraeth (3)                 |
| Saltney Town (3)               | 1−3        | Penrhyndeudraeth (4)           |
| Treharris Athletic Western (4) | 2−1        | Dinas Powys (3)                |
| Undy Athletic (3)              | 2−1        | Trethomas Bluebirds (5)        |
| Welshpool Town (3)             | thắng      | Tywyn & Bryncrug (3)           |
| Ynysddu Welfare (6)            | 0−3        | Chepstow Town (3)              |

## Vòng Một
Vòng Một diễn ra vào ngày thứ Bảy 12 tháng 10 năm 2013.
| Đội 1                               | Tỉ số        | Đội 2                          |
| ----------------------------------- | ------------ | ------------------------------ |
| AFC Porth (2)                       | 1−2          | Monmouth Town (2)              |
| Barry Town (4)                      | 1−0          | Taff's Well (2)                |
| Bridgend Street (4)                 | 1−3          | Tata Steel (2)                 |
| Briton Ferry Llansawel (3)          | 3−1 (s.h.p.) | Aberbargoed Buds (2)           |
| Caerau Ely (2)                      | 4−0          | Cardiff Hibernian (5)          |
| Caldicot Town (3)                   | 2−1          | Splott Albion (5)              |
| Cambrian & Clydach Vale (2)         | 4−0          | Butetown (5)                   |
| Cardiff Metropolitan University (3) | 4−1          | Aberaeron (3)                  |
| Cwmbran Celtic (2)                  | 0−1          | Pen-y-Bont (2)                 |
| Garden Village (3)                  | 1−2          | Rhoose (4)                     |
| Goytre (Monmouthshire) (2)          | 1−2          | Pontardawe Town (2)            |
| Goytre United (2)                   | 3−1          | Trefelin (5)                   |
| Llandrindod Wells (3)               | 3−0          | Newport Civil Service (4)      |
| Llantwit Major (4)                  | 2−3          | Treharris Athletic Western (4) |
| Newcastle Emlyn (4)                 | 1−2 (s.h.p.) | Chepstow Town (3)              |
| Sully Sports (5)                    | 3−1          | Llwydcoed (3)                  |
| Ton Pentre (2)                      | 3−0          | Fairfield United (5)           |
| Treowen Stars (4)                   | 2−4          | Aberdare Town (2)              |
| Undy Athletic (3)                   | 5−2          | Presteigne St Andrews (4)      |
| West End (2)                        | 2−3          | Haverfordwest County (2)       |

| Đội 1                         | Tỉ số        | Đội 2                         |
| ----------------------------- | ------------ | ----------------------------- |
| Bodedern Athletic (3)         | 3−2 (s.h.p.) | Glantraeth (3)                |
| Caernarfon Town (2)           | 4−1          | Llanrug United (3)            |
| Caersws (2)                   | 2−0          | Denbigh Town (3)              |
| FC Nomads of Connahs Quay (4) | 3−0          | Pwllheli (3)                  |
| Coedpoeth United (3)          | 2−6          | Barmouth & Dyffryn United (3) |
| Flint Town United (2)         | 3−1          | Llanberis (3)                 |
| Glan Conwy (3)                | 1−3          | Llanidloes Town (2)           |
| Guilsfield (2)                | 6−1 (s.h.p.) | Machynlleth (4)               |
| Holyhead Hotspur (2)          | 0−3          | Cefn Druids (2)               |
| Holywell Town (3)             | 3−0          | Penrhyncoch (2)               |
| Llandudno (2)                 | 5−1          | Llanrhaeadr (2)               |
| Llanfair United (3)           | 3−2          | Gwalchmai (3)                 |
| Llangollen Town (3)           | 0−2          | Buckley Town (2)              |
| Llanrwst United (3)           | 3−4          | Conwy Borough (2)             |
| Nefyn United (3)              | 2−1          | Penrhyndeudraeth (4)          |
| Penycae (2)                   | 7−4 (s.h.p.) | Brickfield Rangers (3)        |
| Porthmadog (2)                | 1−0          | Mold Alexandra (3)            |
| Rhayader Town (2)             | 1−0          | Chirk AAA (3)                 |
| Rhydymwyn (2)                 | 2−1          | Caerwys (5)                   |
| Tywyn & Bryncrug (3)          | 2−2 (5−4 p)  | Berriew (3)                   |

## Vòng Hai
Vòng Hai diễn ra vào ngày thứ Bảy 9 tháng 11 năm 2013.
| Đội 1                               | Tỉ số        | Đội 2                    |
| ----------------------------------- | ------------ | ------------------------ |
| Barry Town (4)                      | 4−3 (s.h.p.) | Undy Athletic (3)        |
| Briton Ferry Llansawel (3)          | 2−3          | Aberdare Town (2)        |
| Caldicot Town (3)                   | 3−0          | Pen-y-Bont (2)           |
| Cambrian & Clydach Vale (2)         | 2−0          | Pontardawe Town (2)      |
| Cardiff Metropolitan University (3) | 6−1          | Haverfordwest County (2) |
| Goytre United (2)                   | 0−1          | Chepstow Town (3)        |
| Llandrindod Wells (3)               | 3−3 (4–3 p)  | Caerau Ely (2)           |
| Rhoose (4)                          | 1−0          | Tata Steel (2)           |
| Ton Pentre (2)                      | 0−1          | Sully Sports (5)         |
| Treharris Athletic Western (4)      | 1−7          | Monmouth Town (2)        |

| Đội 1                         | Tỉ số        | Đội 2                         |
| ----------------------------- | ------------ | ----------------------------- |
| Barmouth & Dyffryn United (3) | 1−3          | Cefn Druids (2)               |
| Bodedern Athletic (3)         | 5−1          | Tywyn & Bryncrug (3)          |
| Buckley Town (2)              | 1−0          | Rhayader Town (2)             |
| Caernarfon Town (2)           | 1−2          | Porthmadog (2)                |
| Conwy Borough (2)             | 3−2          | Flint Town United (2)         |
| Holywell Town (3)             | 3−0          | Penycae (2)                   |
| Llanfair United (3)           | 2−1          | Guilsfield (2)                |
| Llanidloes Town (2)           | 2−0          | Llandudno (2)                 |
| Nefyn United (3)              | 1−3 (s.h.p.) | Caersws (2)                   |
| Rhydymwyn (2)                 | 4−1          | FC Nomads of Connahs Quay (4) |

## Vòng Ba
Vòng Ba diễn ra vào ngày thứ Bảy 7 tháng 12 năm 2013.
| Đội 1                       | Tỉ số        | Đội 2                               |
| --------------------------- | ------------ | ----------------------------------- |
| Aberdare Town (2)           | 4−2          | Prestatyn Town (1)                  |
| Afan Lido (1)               | 2−0          | Rhydymwyn (2)                       |
| Bodedern Athletic (3)       | 2−0 (s.h.p.) | Buckley Town (2)                    |
| Caersws (2)                 | 2−1 (s.h.p.) | Gap Connah's Quay (1)               |
| Conwy Borough (2)           | 1−2 (s.h.p.) | The New Saints (1)                  |
| Pen-y-Bont (2)              | 0−2          | Airbus UK Broughton (1)             |
| Cambrian & Clydach Vale (2) | 3−1          | Chepstow Town (3)                   |
| Carmarthen Town (1)         | 2−1          | Port Talbot Town (1)                |
| Cefn Druids (2)             | 5−2          | Barry Town (4)                      |
| Llandrindod Wells (3)       | 1−3          | Holywell Town (3)                   |
| Llanfair United (3)         | 2−4          | Aberystwyth Town (1)                |
| Monmouth Town (2)           | 2−1          | Llanidloes Town (2)                 |
| Newtown (1)                 | 2−1          | Cardiff Metropolitan University (3) |
| Porthmadog (2)              | 2−1          | Sully Sports (5)                    |
| Rhoose (4)                  | 1−6          | Bala Town (1)                       |
| Rhyl (1)                    | 1−2          | Bangor City (1)                     |

22 tháng 11 năm 2013 - Caldicot Town (3) withdrawn from the competition for fielding an un-registered player in Vòng Hai.  Lưu trữ ngày 2 tháng 12 năm 2013 tại Wayback Machine

## Vòng Bốn
Vòng Bốn diễn ra vào ngày thứ Bảy 1 hoặc Chủ Nhật 2 tháng 2 năm 2014.
| Đội 1                   | Tỉ số        | Đội 2                       |
| ----------------------- | ------------ | --------------------------- |
| Aberdare Town (2)       | 4−1          | Bodedern Athletic (3)       |
| Aberystwyth Town (1)    | 5−1          | Afan Lido (1)               |
| Cefn Druids (2)         | 0–5          | Bala Town (1)               |
| Airbus UK Broughton (1) | 2–0          | Bangor City (1)             |
| Caersws (2)             | 4−3 (s.h.p.) | Cambrian & Clydach Vale (2) |
| Holywell Town (3)       | 3−2          | Newtown (1)                 |
| Porthmadog (2)          | 3−2 (s.h.p.) | Monmouth Town (2)           |
| The New Saints (1)      | 2−0          | Carmarthen Town (1)         |

## Tứ kết
Các trận Tứ kết diễn ra vào ngày 1 tháng 3 năm 2014.
| 1 tháng 3 năm 2014 | Aberdare Town (2) | 1–2 | Bala Town (1)     | Aberaman Park, Aberdare |  |
| 14:00              | Small 61'         |     | Connolly 28', 80' |                         |  |

| 1 tháng 3 năm 2014 | Aberystwyth Town (1)                | 2–1 | Caersws (2) | Park Avenue, Aberystwyth |  |
| 14:30              | Venables 13' (ph.đ.) · Kellaway 47' |     | Jenkins 11' |                          |  |

| 1 tháng 3 năm 2014 | Holywell Town (3)     | 2–1 | Porthmadog (2) | Halkyn Road, Holywell |  |
| 14:30              | Jones 35' · Lloyd 88' |     | Newell 44'     |                       |  |

| 1 tháng 3 năm 2014 | The New Saints (1)     | 2–0 | Airbus UK Broughton (1) | Park Hall, Oswestry |  |
| 15:00              | Wilde 80' · Finley 90' |     |                         |                     |  |

## Bán kết
Các trận Bán kết diễn ra vào ngày 5 tháng 4 năm 2014.
| 5 tháng 4 năm 2014 | The New Saints (1)              | 2−1 | Bala Town (1)  | The Airfield, Broughton |  |
| 15:30              | M. Williams 19' · J. Mullan 35' |     | C. Murtagh 28' | Lượng khán giả: 302     |  |

| 5 tháng 4 năm 2014 | Aberystwyth Town (1)                                | 3−1 | Holywell Town (3) | Latham Park, Newtown                       |  |
| 16:15              | C. Williams 44' · C. Venables 82' · G. Kellaway 89' |     | G. Williams 13'   | Lượng khán giả: 890 Trọng tài: Mark Whitby |  |

## Chung kết
| 3 tháng 5 năm 2014 | The New Saints (1)                  | 3−2    | Aberystwyth Town (1)      | Racecourse Ground, Wrexham                   |  |
| 15:00              | Draper 74' (ph.đ.), 79' · Wilde 87' | Report | Venables 13', 15' (ph.đ.) | Lượng khán giả: 1,273 Trọng tài: Brian James |  |